# 嚴俊傑
嚴俊傑（1983年9月29日—），台灣古典鋼琴家，現任教於國立臺灣師範大學。

## 早年
嚴俊傑出生於臺北，父親為嚴忠、母親為張繡華。進幼兒園後開始學習各項才藝，參加過幼兒律動班、音樂兒童班、圍棋社、美術班、鋼琴個別課、國語日報作文班與科學班等。五歲多時由陳香如老師帶領、第一次接觸鋼琴，七歲參加由民生報舉辦之「琴棋書畫比賽」獲得第二名，為其第一次正式登台彈奏鋼琴。之後受教於甫自美國學成歸國的陳美富教授，更在其推薦下，自小學六年級（1994）起師事魏樂富教授（Prof. Dr. Rolf-Peter Wille）；小學六年級畢業的暑假，受邀前往新加坡南洋藝術學院，參加「小小鋼琴家國際大交流」（International Young Pianist in Concert），為第一次於國外演奏。就讀師大附中國中部音樂班期間，在師母、鋼琴家葉綠娜贊同下，報名且入圍第三屆（1997）柴可夫斯基國際青少年音樂大賽，抵達俄羅斯後，先順道於賽前參加為期二週的莫斯科音樂學院舉辦的音樂營，將備賽曲目就教於Lev Naumov、Vera Gornostayeva、Naum Shtarkman、Andrei Diev等教授，最後在9月4日於聖彼得堡國立Capella音樂廳舉行的鋼琴總決賽中，以普羅高菲夫《第一號鋼琴協奏曲》榮獲第三名，創下台灣鋼琴學生的歷史紀錄。十五歲起於德國漢諾威音樂院隨柴科夫斯基大賽金牌得主Vladimir Krainev教授學習，2007年獲美國洛杉磯柯爾本音樂院全額獎學金，師事美國名師John Perry （页面存档备份，存于）。

## 近年活動
- 2008年，於巴拿馬舉行慈善獨奏會為巴拿馬殘障兒童募款圓夢
- 2010年，於蕭邦音樂節巡演蕭邦全套二十七首練習曲
- 2010年，參與萬海慈善音樂饗宴於中華民國九十九年度國慶演出
- 2012年，參與臺灣德布西音樂節演出全套德布西練習曲下半冊
- 2016年，舉辦一日三響音樂會
- 2017年，參與第一屆台師大翡洛嘉鋼琴藝術節
- 2018年，參與第二屆國際台北鋼琴大師藝術節

### 國際大師鋼琴藝術節
國際大師鋼琴藝術節（International Maestro Piano Festival）是由嚴俊傑策畫、主辦之國際音樂節，邀請樂壇名家前來台北演出外，也舉行競賽，提供年輕音樂家演出之舞台。2017年首次舉辦時以「台師大翡洛嘉鋼琴藝術節」為名，翌年更名為「國際台北鋼琴大師藝術節」，2019年後定為現名。

## 獲獎與榮譽
- 河合鋼琴比賽低年級甲、乙組和高年級甲組冠軍，1992年
- 第三屆柴可夫斯基國際青少年鋼琴大賽第三名，1997年
- 日本第四屆濱松鋼琴學院比賽第一獎，1999年[7]
- 國際普羅高菲夫大賽第三獎，2004年
- 奇美文化藝術獎，2004年[8]
- 奇美文化藝術獎，2005年[9]
- 金曲獎（第十九屆）最佳古典演奏獎，2008年[10]
- 美國愛荷華國際鋼琴比賽第三獎，2008年
- 表演藝術雜誌評選為七年級生音樂類最具代表人物之一，2011年

## 作品

### 唱片節選
- 2007年：Chun-Chieh Yen Debut Album 嚴俊傑 / 首張專輯    環球唱片
- 2010年：Chun-Chieh Yen Live Performances 嚴俊傑 / 獨奏會 現場實況錄音    環球唱片
- 2016年：Qigang Chen: Enchantements oubliés/ Er Huang/ Un temps disparu 陳其鋼：三首管弦樂作品（《二黃》鋼琴協奏曲）    Naxos 8.570614
- 2019年：Sylvia Ai-Chia Chang & Chun-Chieh Yen: Before The Sunrise 《曖魅---張艾嘉與嚴俊傑的音樂鬼故事》    環球唱片

## 外部連結
- 嚴俊傑官方網站（页面存档备份，存于）
- 嚴俊傑臉書專頁（页面存档备份，存于）